# John Townshend (4e marquis Townshend)
John Townshend, 4e marquis Townshend (28 mars 1798 - 10 septembre 1863) est un homme politique, militaire et pair britannique.

## Biographie

### Vie privée
Il est le fils de John Townshend, (le fils cadet de George Townshend, 1er marquis Townshend), et de Georgiana Anne Poyntz.

### Vie publique
Il sert dans la Royal Navy et va jusqu'au grade de contre-amiral. Entre 1847 et 1855, il siège comme député de Tamworth. La dernière année, il succède à George Townshend, 3e marquis Townshend, son cousin germain, au marquisat et entre à la Chambre des lords.
Lord Townshend est décédé en septembre 1863, à l'âge de 65 ans, des suites d'une chute de son cheval dans le parc de sa maison, Raynham Hall, et est enterré à East Raynham, Norfolk . Son fils aîné John lui succède. Lady Townshend est décédée en 1877.

## Famille
Il épouse, le 18 août 1825, Elizabeth Jane Stuart (1803-1877), fille de George Stuart et de Jane Stewart. Ils ont cinq enfants.
- Anne Maria Townshend (6 novembre 1826 - 14 février 1899) épouse Alexander Nowell Sherson (1816 - 10 février 1882), dont descendance ;
- John Townshend, 5e marquis Townshend (10 avril 1831 - 26 octobre 1899) épouse Anne Elizabeth Clementina Duff (16 août 1847 - 31 décembre 1925), dont descendance ;
- James Dudley Browlow Stuart Townshend (14 décembre 1832 - 11 août 1846), célibataire, sans enfants ;
- Elizabeth Clementina Townsend (26 juillet 1834 - 18 novembre 1910) épouse John St Aubyn, 1er baron St Levan (23 octobre 1829 - 14 mai 1908), dont descendance ;
- Audrey Jane Charlotte Townshend (10 novembre 1844 - 20 février 1926) épouse en premières noces Greville Theophilus Howard (22 décembre 1836 - 28 juillet 1880), dont descendance, puis épouse en secondes noces Redvers Buller (7 décembre 1839 - 2 juin 1908), dont descendance.